# San-Antonio-Klasse
Die San-Antonio-Klasse ist eine Klasse von Amphibious Transport Docks der United States Navy. Die Schiffe dienen der amphibischen Kriegsführung. Ursprünglich sollte die Navy ab 2003 zwölf Schiffe zum Transport von US Marines und deren Material erhalten. Nach Problemen beim Bau und den damit in Verbindung stehenden Verzögerungen und Kostensteigerungen wurden anfänglich nur elf Schiffe genehmigt, von denen das erste seit 2008 einsatzbereit ist.
Die Schiffe sind nach Prinzipien der Stealth-Technologie geplant worden, außerdem soll der Komfort für die Besatzung und die Marines gegenüber der bisherigen Flotte erhöht werden.

## Geschichte

### Planung und Bau

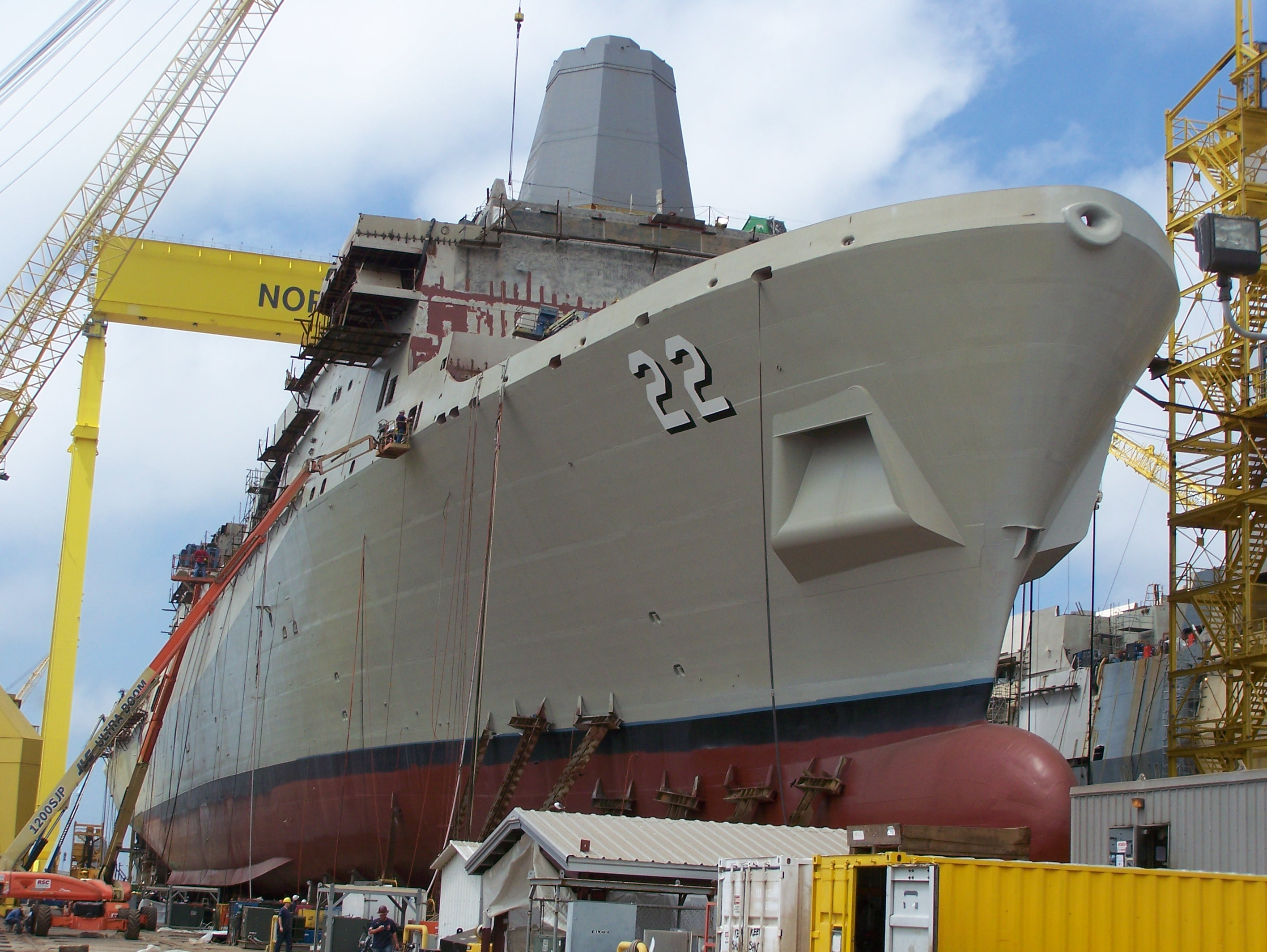
Die San Diego während des Baus

Anfang der 1990er Jahre startete die Navy die Planung für eine neue Klasse von Amphibious Transport Docks. Ende 1996 gewann ein Konsortium um Avondale Shipyard die Ausschreibung um die neue Klasse, vor allem weil die gesamte Planung computergestützt ablaufen sollte. Demnach sollte Avondale acht der geplanten zwölf Schiffe bauen und vier sollten von Bath Iron Works gefertigt werden. Konkurrent um den Auftrag war Ingalls Shipbuilding. 1997 hatte die Navy begonnen, auf der Rushmore neue Technologien zur Besatzungsreduzierung im Rahmen des Programms Gator 17 zu erforschen.
Nachdem 1998 der erste Bauauftrag gegeben worden war, musste Avondale jedoch feststellen, dass die Computersysteme schwierig zu bedienen und ineffizient waren. So mussten nach kleinen Änderungen große Teile der Computerdaten angepasst werden. Solche Änderungen kamen von Seiten der Navy nach Budgetkürzungen noch bis nach Baubeginn, was der Werft in Zusammenhang mit den Computerproblemen große Schwierigkeiten bereitete. 1999 wurde Avondale von Litton Industries, der Mutter von Ingalls übernommen. 2001 wurde Litton wiederum von Northrop Grumman übernommen, das damit die Leitung des Projektes übernahm. 2002 einigte die Navy sich mit Northrop Grumman und General Dynamics, der Besitzerin der Bath Iron Works, die vier Schiffe, die bei Bath gebaut werden sollten gegen vier Zerstörer der Arleigh-Burke-Klasse zu tauschen, die bei Ingalls gebaut werden sollten. Somit waren alle Aufträge in der Hand von Northrop, wodurch sich die Navy eine schnellere Abwicklung des Programms erhoffte.
Die Probleme blieben jedoch bestehen. 2000 konnte das erste Schiff auf Kiel gelegt werden. Nach über drei Jahren Bauzeit lief LPD-17 Ende 2003 vom Stapel. Die Endausrüstung verlief ebenfalls nicht wie geplant, die Navy akzeptierte das Schiff 2005 trotz zahlreicher Mängel. Nach Angaben des Naval Sea Systems Command und des Board of Inspection and Survey gab es große Probleme mit Korrosion, den elektrischen Leitungen und der Arbeitssicherheit auf dem Schiff. Der Bericht nannte die Arbeiten der Werft „poor craftmanship“, also handwerklich schlecht ausgeführt. Auch gab es Zweifel über die Wasserdichtigkeit und damit die Hochseetauglichkeit der Schiffe.
Nur Tage nach der Übernahme des Schiffs durch die Navy traf der Hurrikan Katrina auf die Golfküste, an der sich die beiden ausführenden Werften befinden und verwüstete diese, was das Gesamtprojekt weiter verzögerte. LPD-17 wurde Anfang 2006, nach einer ersten Überarbeitung bei Ingalls, in Dienst gestellt, war aber weiterhin nicht einsatzfähig. Die Navy ließ auf eigene Kosten eine Reparatur durchführen, erstmals verlegte das Schiff im August 2008, rund fünf Jahre hinter dem ursprünglichen Zeitplan. Auch die zweite Einheit der Klasse wurde 2006 unvollständig abgeliefert und verlegte erstmals 2009. Erst die dritte Einheit der Klasse, die statt bei Avondale bei Ingalls gebaut wurde, ist Ende 2007 verwendungsfähig von der Navy übernommen worden.
Bisher sind elf der ursprünglich geplanten zwölf Schiffe der Klasse genehmigt, ob auch Gelder für das letzte bereitgestellt werden, ist unklar. Zwei weitere der neun Schiffe werden von Ingalls gefertigt, der Rest von Avondale. Die Verzögerungen haben auch den Preis der Schiffe in die Höhe schnellen lassen. Ende der 1990er Jahre ging die Navy von rund 750 Mio. US-Dollar pro Einheit aus, tatsächlich liegen die Kosten zurzeit aber bei 1,3 bis 1,8 Mrd. Dollar pro Schiff.
Die Planungen im Jahr 2017 sehen den Bau einer modifizierten Klasse LX(R) von 13 Schiffen als Nachfolger der LSD Schiffe der Harpers-Ferry-Klasse und der Whidbey-Island-Klasse vor. Bei diesen Schiffen wird die Ausrüstung reduziert. So sollen die Advanced Enclosed Mast/Sensor durch konventionelle Masten ersetzt werden, das Flugdeck verkleinert und das achtere Deckshaus modifiziert werden. Die Kapazität für Marines wird auf 500 Mann reduziert und der Bordhospitalbereich halbiert. Der Baustart ist für 2022 nach der Fertigstellung des letzten Schiffs der San-Antonio-Klasse geplant.

### Benennung
| Name                           | Werft    | Kiellegung         | Stapellauf        | Indienststellung  | Heimathafen                       | Status |
| ------------------------------ | -------- | ------------------ | ----------------- | ----------------- | --------------------------------- | ------ |
| San Antonio (LPD-17)           | Avondale | 9. Dezember 2000   | 12. Juli 2003     | 14. Januar 2006   | Norfolk, Virginia                 | aktiv  |
| New Orleans (LPD-18)           | Avondale | 14. Oktober 2002   | 11. Dezember 2004 | 10. März 2007     | Sasebo, Präfektur Nagasaki        | aktiv  |
| Mesa Verde (LPD-19)            | Ingalls  | 25. Februar 2003   | 19. November 2004 | 15. Dezember 2007 | Norfolk, Virginia                 | aktiv  |
| Green Bay (LPD-20)             | Avondale | 11. August 2003    | 11. August 2006   | 24. Januar 2009   | Sasebo, Präfektur Nagasaki, Japan | aktiv  |
| New York (LPD-21)              | Avondale | 10. September 2004 | 19. Dezember 2007 | 7. November 2009  | Norfolk, Virginia                 | aktiv  |
| San Diego (LPD-22)             | Ingalls  | 23. Mai 2007       | 7. Mai 2010       | 19. Mai 2012      | San Diego, Kalifornien            | aktiv  |
| Anchorage (LPD-23)             | Avondale | 24. September 2007 | 12. Februar 2011  | 4. Mai 2013       | San Diego, Kalifornien            | aktiv  |
| Arlington (LPD-24)             | Ingalls  | 26. Mai 2008       | 23. November 2010 | 8. Februar 2013   | Norfolk, Virginia                 | aktiv  |
| Somerset (LPD-25)              | Avondale | 11. Dezember 2009  | 14. April 2012    | 1. März 2014      | San Diego, Kalifornien            | aktiv  |
| John P. Murtha (LPD-26)        | Ingalls  | 6. Februar 2012    | 30. Oktober 2014  | 8. Oktober 2016   | San Diego, Kalifornien            | aktiv  |
| Portland (LPD-27)              | Ingalls  | 2. August 2013     | 13. Februar 2016  | 14. Dezember 2017 | San Diego, Kalifornien            | aktiv  |
| Fort Lauderdale (LPD-28)       | Ingalls  | 13. Oktober 2017   | 28. März 2020     | 30. Juli 2022     | Norfolk, Virginia                 | aktiv  |
| Richard M. McCool Jr. (LPD-29) | Ingalls  | 12. April 2019     | 5. Januar 2022    | 7. September 2024 | Norfolk, Virginia                 | aktiv  |

Die Einheiten sollten nach Städten in den Vereinigten Staaten benannt werden, wie es auch bereits für ältere Amphibious Transport Docks Tradition war. Das Typschiff und davon abgeleitet die Klasse ist nach San Antonio benannt worden, das erste Schiff der Navy, das den Namen der texanischen Millionenstadt trägt.
Am 19. November 2004 wurde die USS Mesa Verde (LPD-19) bei ihrem Stapellauf nach Mesa Verde, einem Tafelberg, Siedlungsgebiet der Anasazi und dem kulturhistorisch bedeutsamsten Nationalpark der USA (Weltkulturerbe der UNESCO) benannt.
Nach den Terroranschlägen am 11. September 2001 machte der Marineminister Gordon R. England eine weitere Ausnahme und benannte LPD-21 nach dem Bundesstaat New York. Die USS New York trägt 7,5 Tonnen Stahltrümmer des 2001 zerstörten World Trade Centers in ihrem Vordersteven. Ebenfalls zu Ehren der Opfer des 11. September wurden zwei weitere Einheiten nach Arlington County (LPD-24) und Somerset County (LPD-25) benannt. In Arlington steht das am selben Tag angegriffene Pentagon, in Somerset stürzte United-Airlines-Flug 93 ab.
Das zehnte Schiff der Klasse, LPD-26, wird, abweichend vom Benennungsschema der Klasse, nach John P. Murtha benannt. Murtha diente im Korea- und Vietnamkrieg im Marine Corps und setzte sich in seiner Zeit als Abgeordneter im Repräsentantenhaus für den Ausbau der amphibischen Flotte ein.
Für die ersten drei Schiffe des noch nicht begonnenen zweiten, leicht modifizierten Bauloses wurden die Namen USS Harrisburg, USS Pittsburgh und USS Philadelphia festgelegt.

### Dienstzeit

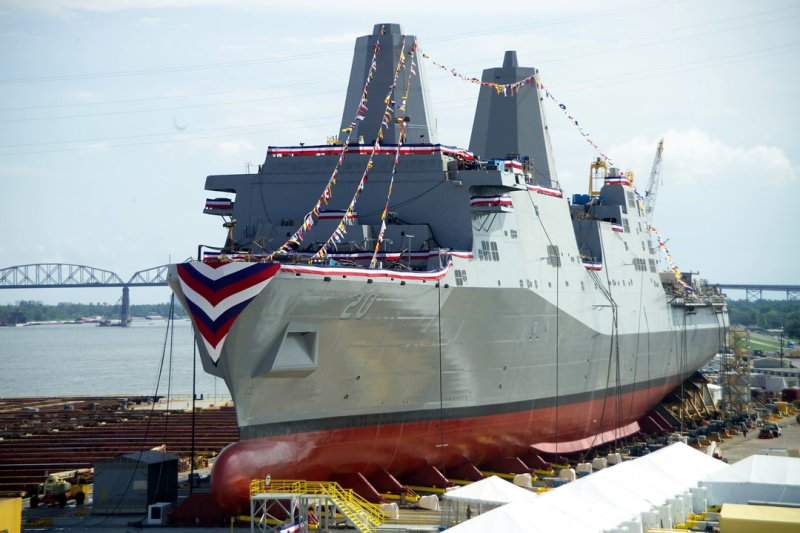
Stapellauf der Green Bay 2006

Die vorgesehenen zwölf Schiffe der San-Antonio-Klasse sollen 41 Schiffe für amphibische Kriegsführung älterer Bauart ersetzen. Diese gehören den Klassen Austin, Newport, Charleston und Anchorage an.
Die Verzögerungen beim Bau der Klasse wirkt sich dementsprechend auch auf die Dienstzeit dieser älteren Klassen aus, die teilweise verlängert werden muss, damit die Navy ihre Transportkapazität halten kann. Dies betrifft vor allem die Austin-Klasse, deren Schiffe vor über 40 Jahren gebaut worden sind. Durch die Dienstzeitverlängerung fallen hier zusätzlich Kosten an. Außerdem wird die Modernisierung der Flotte verzögert, indem die operationelle Einführung neuer Waffensysteme oder des Schwenkrotorflugzeuges Bell-Boeing MV-22 hinausgeschoben werden muss. Auch die Bedingungen für Crew und Truppen, auf die auf den San Antonios besonderer Wert gelegt wurde, bleiben damit hinter den aktuellen Vorstellungen der Navy zurück.
Es können sich auch Kapazitätsprobleme ergeben, da die letzten beiden Schiffe der Newport-Klasse Anfang des 21. Jahrhunderts verkauft wurden, die fünf Schiffe der Charleston-Klasse bereits vor 1995 eingemottet wurden und die fünf Schiffe der Anchorage-Klasse 2003 außer Dienst gestellt wurden.
Die Einheiten der San-Antonio-Klasse werden bis Mitte des 21. Jahrhunderts in Dienst bleiben.

## Technik

### Rumpf

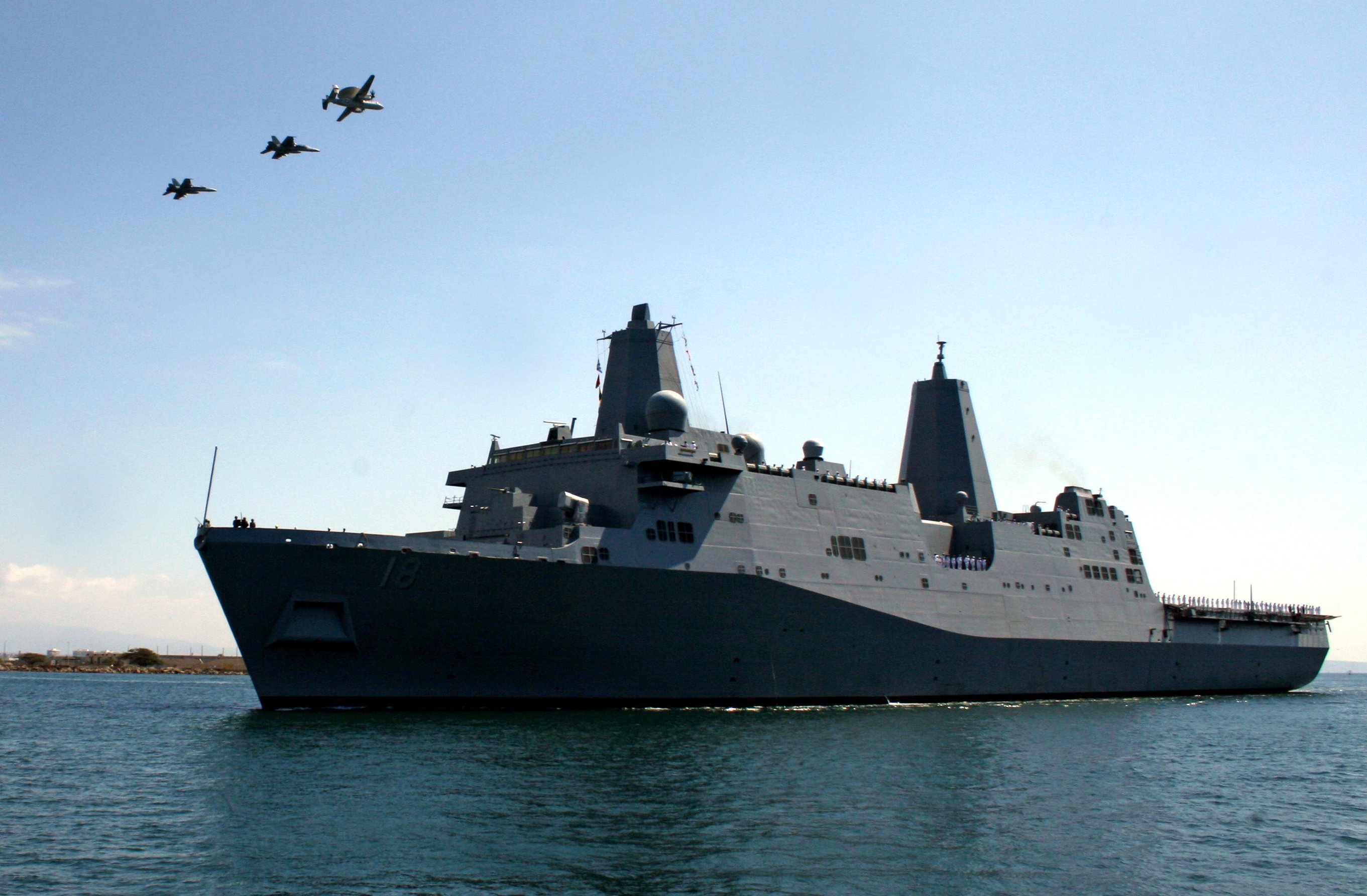
Der Knick ist hier gut am Schattenwurf zu sehen

Der Rumpf der Schiffe der San-Antonio-Klasse ist rund 208,5 Meter lang über alles und 31,9 Meter breit. Der Tiefgang liegt bei 7 Metern. Die Schiffe verdrängen voll beladen rund 25.000 ts. Als Material für den Rumpf wurde Stahl verwendet, die Aufbauten bestehen ebenso komplett aus Stahl, lediglich für die Maste wurden Verbundwerkstoffe verwendet. Rund die vordere Hälfte des Decks ist mit Deckshäusern und einem Hangar für Helikopter belegt, dahinter schließt sich über die gesamte Breite ein Landedeck für Helikopter an.
Der Rumpf wurde nach den Prinzipien der Tarnkappentechnik geplant und gebaut. Dabei wurde auf Erfahrungen mit dem Testschiff Sea Shadow (IX-529) und der Arleigh-Burke-Klasse zurückgegriffen. Äußerlich ist dies vor allem im Kimmknick zu sehen: Der untere Teil des Rumpfes ist nach außen geneigt, darüber ist er nach innen geneigt. Dies minimiert das Breitseiten-Echo und damit den Radarquerschnitt. Auch der Verzicht auf herkömmliche Pfahl- oder Gittermaste zu Gunsten des Advanced Enclosed Mast/Sensor (AEM/S) trägt zur Reduzierung des Querschnitts bei. Mehrere Kürzungen sowie beim Bau aufgetretene Probleme erhöhen jedoch den Radarquerschnitt bei der ersten Einheit wieder. So wurden zahlreiche „Hot Spots“ nur unzureichend mit passenden, radarabweisenden Schutzabdeckungen versehen, Rohrleitungen sind rund statt eckig gefertigt und ähnliches. Das Board of Inspection and Survey sieht auch hier Bedarf zur Nachbesserung.

### Einschiffbare Land-, Wasser- und Luftfahrzeuge

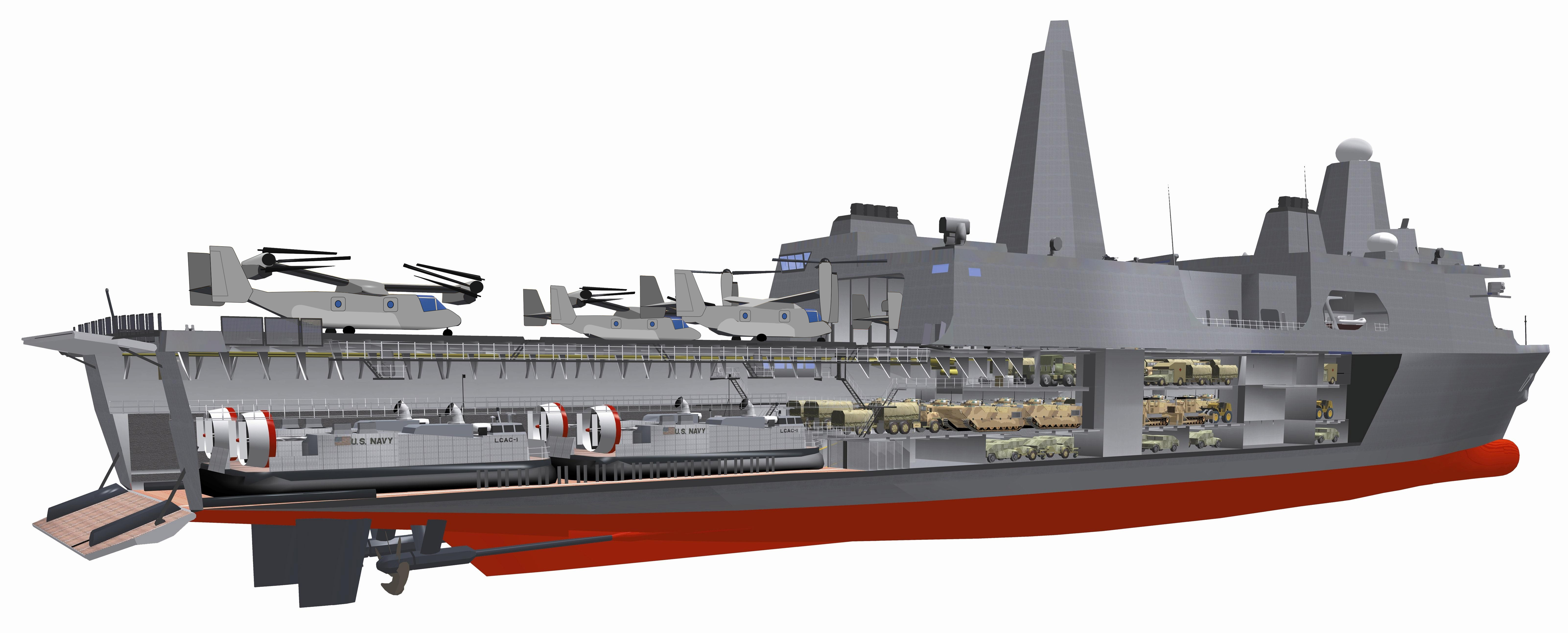
Diese Rißzeichnung einer San Antonio mit geöffnetem Rumpf zeigt eine mögliche interne Zuladung

Ein Großteil des Decks wird von einem Landedeck und dem dazugehörigen Hangar belegt, unter Deck befinden sich ein Welldeck und weiterer Stauraum.
Helikopter werden auf den Einheiten nicht permanent stationiert, lediglich im Rahmen von Einsätzen können einer San Antonio Luftfahrzeuge temporär zugewiesen werden. Jedoch besitzt jede Einheit Personal für den Umgang mit Fluggerät etwa im Hangar. Hier können Luftfahrzeuge gewartet oder betankt werden. In diesem Hangar können zwei Boeing-Vertol CH-46 Sea Knight oder drei Bell AH-1 Sea Cobra oder eine Sikorsky CH-53 Sea Stallion oder eine Bell-Boeing MV-22 Osprey Platz finden. Auf dem Landedeck steht nochmals die doppelte Kapazität bereit, dort kann auch eine Boeing AV-8B Harrier II landen und starten.
Im Inneren der Schiffe befindet sich ein flutbares Welldeck, das von achtern durch ein großes Tor befahren werden kann. Dort ist Platz für zwei Landing Craft Air Cushioned oder ein Landing Craft, Utility. Alternativ können bis zu zwölf AAV7 im Welldeck platziert werden. Ursprünglich waren ebenfalls zwölf Expeditionary Fighting Vehicles vorgesehen. Die Entwicklung dieses als Nachfolger des AAV7 vorgesehenen gepanzerten amphibischen Angriffsfahrzeugs wurde jedoch abgebrochen. Richtung Bug befinden sich drei Decks für die Verladung von einer einsatzspezifischen Mischung von Fahrzeugen und Fracht. Diese bieten rund 2300 m² Platz, z. B. für 14 weitere AAV7. Zusätzlich stehen 700 m³ Laderaum für Munition und 1200 m³ für Treibstoffe für die eingeschifften Fahrzeuge bereit.

### Antrieb
Die Einheiten werden von vier turbogeladenen Schiffsdieseln von Fairbanks, Morse and Company angetrieben, die unter dem Markennamen Colt-Pielstick produziert wurden. Diese treiben über zwei Reduktionsgetriebe zwei Wellen mit je einem Propeller an. Verwendet werden Bird-Johnson-Verstellpropeller von Rolls-Royce Naval Marine. Die Leistung des Systems liegt bei 41.600 Wellen-PS, die Geschwindigkeit bei über 22 Knoten.
Die elektrische Energie wird von fünf dieselgetriebenen Generatoren, hergestellt von Caterpillar, geliefert, jeder hat eine Leistung von 2500 Kilowatt.

### Bewaffnung und Elektronik

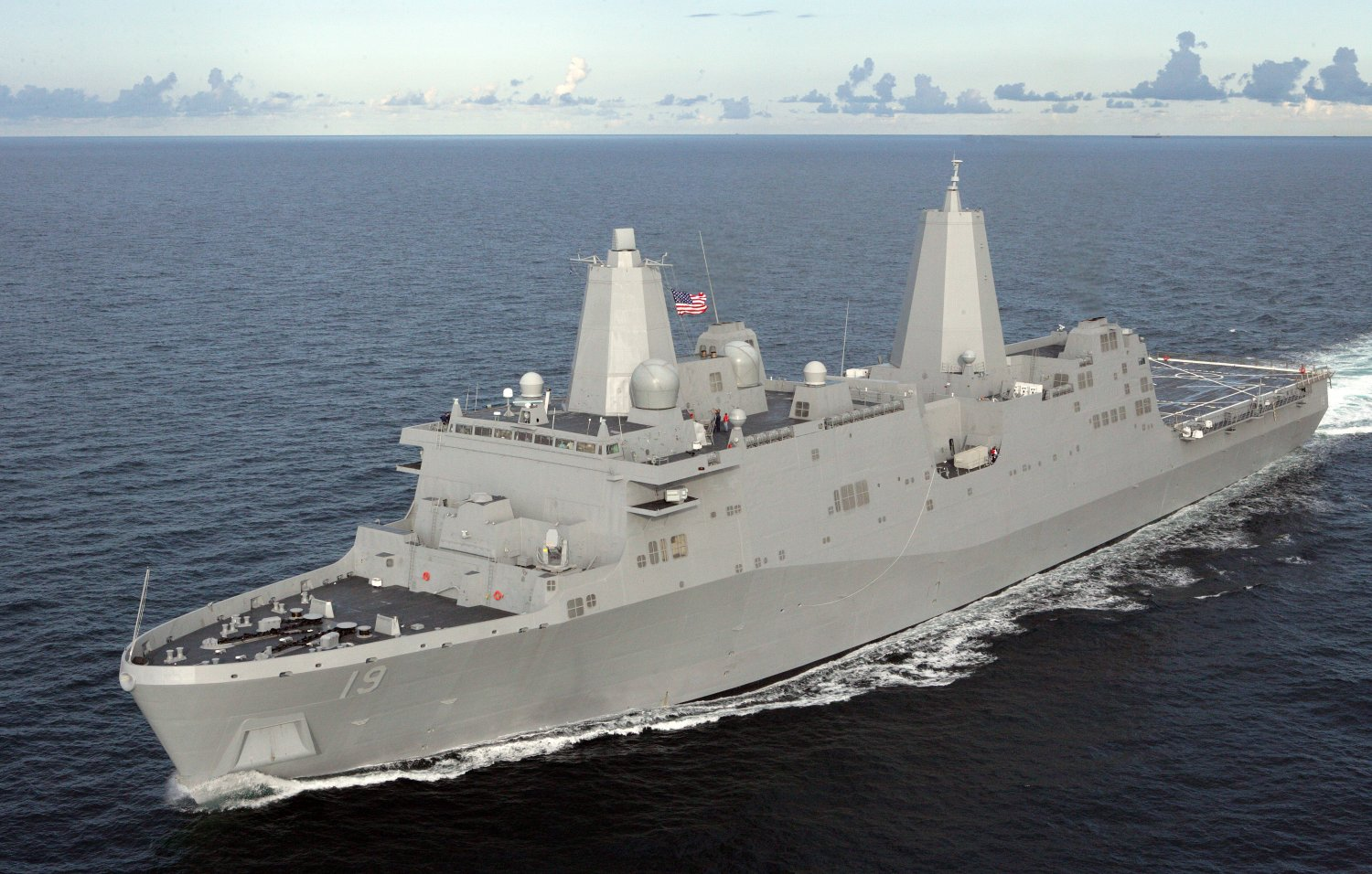
Von oben gut zu sehen die beiden AEM/S und, vor dem Deckshaus, die Bugbewaffnung

Am Bug sowie achtern ist je ein Schiffsgeschütz Bushmaster II installiert, eine auf ein Kaliber von 30 Millimetern vergrößerte Version der M242 Bushmaster. Diese kann sowohl gegen kleinere Oberflächenziele als auch als Nahbereichsverteidigungssystem verwendet werden. Zur Abwehr anfliegender Raketen existiert am Bug und achtern je ein Starter für 21 RIM-116 Rolling Airframe Missiles.
Zu Beginn war geplant, ein Vertical Launching System (VLS) zur Aufnahme der RIM-162 Evolved Sea Sparrow Missile (ESSM) einzubauen, womit die Schiffe eine gewisse Offensivkapazität erhalten sollten. Nachdem es auch beim ESSM-Programm Verzögerungen gegeben hatte, wurde das VLS auf den ersten Schiffen nicht installiert. Der Platz und das nötige Zusatzgewicht dafür sind jedoch reserviert, so dass eine Nachrüstung möglich ist. Ob dies auf späteren Einheiten geschehen wird, ist aber noch unklar.
Sämtliche Radargeräte sind aus tarnkappentechnischen Gesichtspunkten hinter den Radomen der beiden AEM/S versteckt und somit nicht zu sehen. Als Oberflächensuchradar wird das SPS-73 von Raytheon verwendet. Als 3D-Luftsuchradar ist ein SPS-48 von ITT-Gilfillan an Bord. Die Geschütze werden von einem SPQ-9 von Norden Systems gesteuert.
Zur elektronischen Kampfführung ist das System SLQ-32 an Bord, zur Abwehr von Torpedos kann ein SLQ-25 Nixie nachgeschleppt werden. Anfliegende Raketen werden vom Mark 36 SRBOC oder dem Mark 53 Nulka in die Irre geführt.

## Besatzung
Die Besatzung jedes Schiffes der San-Antonio-Klasse besteht aus rund 360 Mann. Die gewöhnliche Stärke liegt bei 28 Offizieren und 332 Mannschaften. Hinzu kommen bei normaler Belegung 699 Marines (66 Offiziere + 633 Unteroffiziere und Soldaten) inklusive deren Material. Für Notfälle können aber bis zu 800 Marines auf jedes Schiff verlegt werden.
Bei der Planung der Schiffe war der Komfort für Crew und Truppen ein wichtiger Gesichtspunkt. Die Kojen, auf älteren Schiffen ungefähr sargförmig, wurden am Kopfbereich nach oben ausgeschnitten, um das Sitzen zu ermöglichen. Damit einher geht eine Vergrößerung des persönlichen Stauraums um 40 % und ein herausziehbares Brett als Schreibunterlage. Eine Verkleinerung der Personenzahl pro Raum kommt auch der Politik der Navy und des Marine Corps entgegen, mehr Frauen auf See zu holen, da so eine größere Flexibilität gewährleistet ist.
Jedes Schiff besitzt zwei Operationssäle und zwei Zahnkliniken, das Schiffslazarett bietet Platz für 24 Verletzte oder Kranke und besitzt eine Intensivstation. In der zentralen „Mall“ gibt es neben dem Schiffsladen auch einen Frisör und einen Fitnessraum.

## Einsatzprofil
Die Amphibious Transport Docks der San-Antonio-Klasse werden im Rahmen von Expeditionary Strike Groups eingesetzt. Diese gruppieren sich um ein amphibisches Angriffsschiff entweder der America- oder Wasp-Klasse, als Eskorte werden außerdem drei Zerstörer oder Kreuzer eingesetzt sowie ein Atom-U-Boot. Die Amphibious Transport Docks dienen in diesen Gruppen als Lastschiffe.